# Henryk I (Anhalt)
Henryk I (ur. ok. 1170, zm. 1252) – hrabia Anhaltu od 1212 z dynastii askańskiej.
Był najstarszym synem hrabiego Anhaltu i księcia saskiego Bernarda III i Judyty, córki księcia polskiego Mieszka III Starego, wnukiem Albrechta Niedźwiedzia, pierwszego margrabiego brandenburskiego. 
Po śmierci ojca w 1212 otrzymał władzę nad częścią jego dziedzictwa obejmującą Aschersleben i Anhalt, podczas gdy jego młodszy brat Albrecht otrzymał księstwo saskie oraz Lauenburg. Przyznanie Henrykowi mniej prestiżowej i zarazem mniej wartościowej części ojcowizny mimo iż był starszym synem, wynikało z faktu, że ojciec nie miał pewności, czy utrzymanie Saksonii otrzymanej przezeń w 1180 będzie leżało w zakresie możliwości rodu askańskiego, podczas gdy Anhalt stanowił własne dziedzictwo rodu askańskiego.
Mimo typowej dla władców tego czasu hojności wobec Kościoła, popadł wraz z bratem w konflikt z opactwem w Nienburgu, którego przebieg przyniósł Henrykowi opinię księcia okrutnego i pozbawionego serca. Przedstawicielom dynastii askańskiej przynależała bowiem zwierzchność nad opactwem, spod którego to postanowiło się uwolnić po śmierci księcia Bernarda. W toku konfliktu opat Nienburga został w 1219 pochwycony przez stronników Henryka i oślepiony, co wywołało ekskomunikę Henryka anhalckiego. Ta zdjęta została w 1221 po osobistej wizycie Henryka w Rzymie, przy czym spór został rozwiązany po myśli zakonników. Wkrótce jednak zaognił się na nowo i trwał aż do kompromisu w 1239
W latach 1220–1225, w okresie małoletniości swoich kuzynów margrabiów Brandenburgii Jana I i Ottona III Henryk sprawował wraz z ich matką kuratelę nad nimi oraz faktyczną władzę w tym kraju. 
W sporze o władzę w Rzeszy opowiadał się początkowo po stronie Filipa Szwabskiego, a po zamordowaniu tego ostatniego przystąpił do stronnictwa Ottona IV z Brunszwiku, nawet gdy wybrano antykróla Fryderyka II Hohenstaufa. To spowodowało jednak, że jego księstwo zostało zniszczone przez wojska Fryderyka, który m.in. w 1215 oblegał Kwedlinburg. Dopiero po śmierci Ottona IV Henryk uznał Fryderyka Hohenstaufa za legalnego władcę Niemiec i odtąd pozostawał w jego obozie. Uczestniczył w sejmach Rzeszy, a w 1238 wziął udział w wyprawie cesarza do Italii, gdzie wziął udział w oblężeniu Brescii. 
XIV-wieczne źródła wymieniają Henryka jako minnesingera, zachowało się kilka pieśni jego autorstwa.
Ok. 1211 poślubił Irmgardę, córkę landgrafa Turyngii Hermana I. Z tego związku pochodzili m.in. trzej synowie: Henryk II, Zygfryd I i Bernard I, którzy po śmierci Henryka podzielili między siebie hrabstwo Anhaltu. Jedna z córek Henryka, Jadwiga, została żoną księcia śląskiego Bolesława II Rogatki.